# انكماش الديون

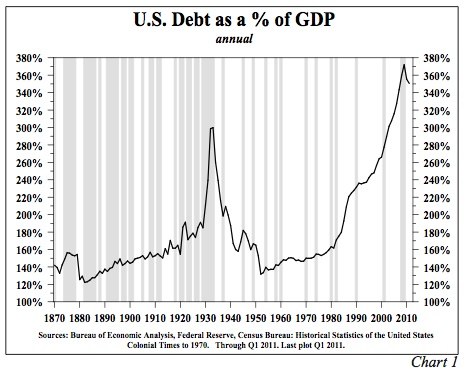
الديون العامة والخاصة في الولايات المتحدة كنسبة من الناتج المحلي الإجمالي: تطور الدين بين 1870 و2010

انكماش الديون هي نظرية مفادها أن حالات الركود والكساد ترجع إلى المستوى العام للديون التي ترتفع في القيمة الحقيقية بسبب الانكماش، مما يتسبب في تخلف الناس عن سداد قروضهم الاستهلاكية والرهون العقارية. تنخفض أصول البنوك بسبب التخلف عن السداد وبسبب انخفاض قيمة ضماناتها، مما يؤدي إلى زيادة حالات إفلاس البنوك، وانخفاض الإقراض، وبالتالي انخفاض في الإنفاق.
طور إيرفينغ فيشر النظرية في أعقاب انهيار وول ستريت عام 1929 والكساد العظيم الذي أعقب ذلك. كانت نظرية انكماش الديون مألوفة لدى جون ماينارد كينز قبل مناقشة فيشر لها، لكنه وجدها ناقصة مقارنة بما سيصبح نظريته عن تفضيل السيولة ‏. ومع ذلك، تمتعت هذه النظرية، بتجدد الاهتمام بها منذ الثمانينيات، سواء في الاقتصاديات السائدة في المدرسة غير التقليدية لاقتصاد ما بعد الكينزي، وقد طُوّر لاحقًا من قبل اقتصاديي بعد الكينزي أمثال هيمان مينسكي ومن قبل الاقتصادي السائد الكلاسيكي الجديد بن برنانكي.